# Ísafjarðardjúp
Ísafjarðardjúp ([ˈiːsaˌfjarðarˌtjuːp]ⓘ lit. la profundidad del fiordo del mar de hielo) es un fiordo situado en Islandia en la región de Vestfirðir. Es uno de los más profundos de la isla y se extiende cerca de 120 km con un ancho de 20 km en su desembocadura.

## Fiordos secundarios
Varios fiordos y bahías derivan del Ísafjarðardjúp, sobre todo al sur. Yendo hacia el interior estos son: Skutulsfjörður, Álftafjörður, Seyðisfjörður, Hestfjörður, Skötufjörður, Mjóifjörður, Vatnsfjörður, Reykjarfjörður e Ísafjörður. Al norte se encuentra la península deshabitada de Hornstrandir, que alberga los fiordos de Jökulfirðir y Kaldalón que también desembocan en el Djúp. Comprende a su vez algunas islas, como son Æðey, Borgarey y Vigur.

## Galería

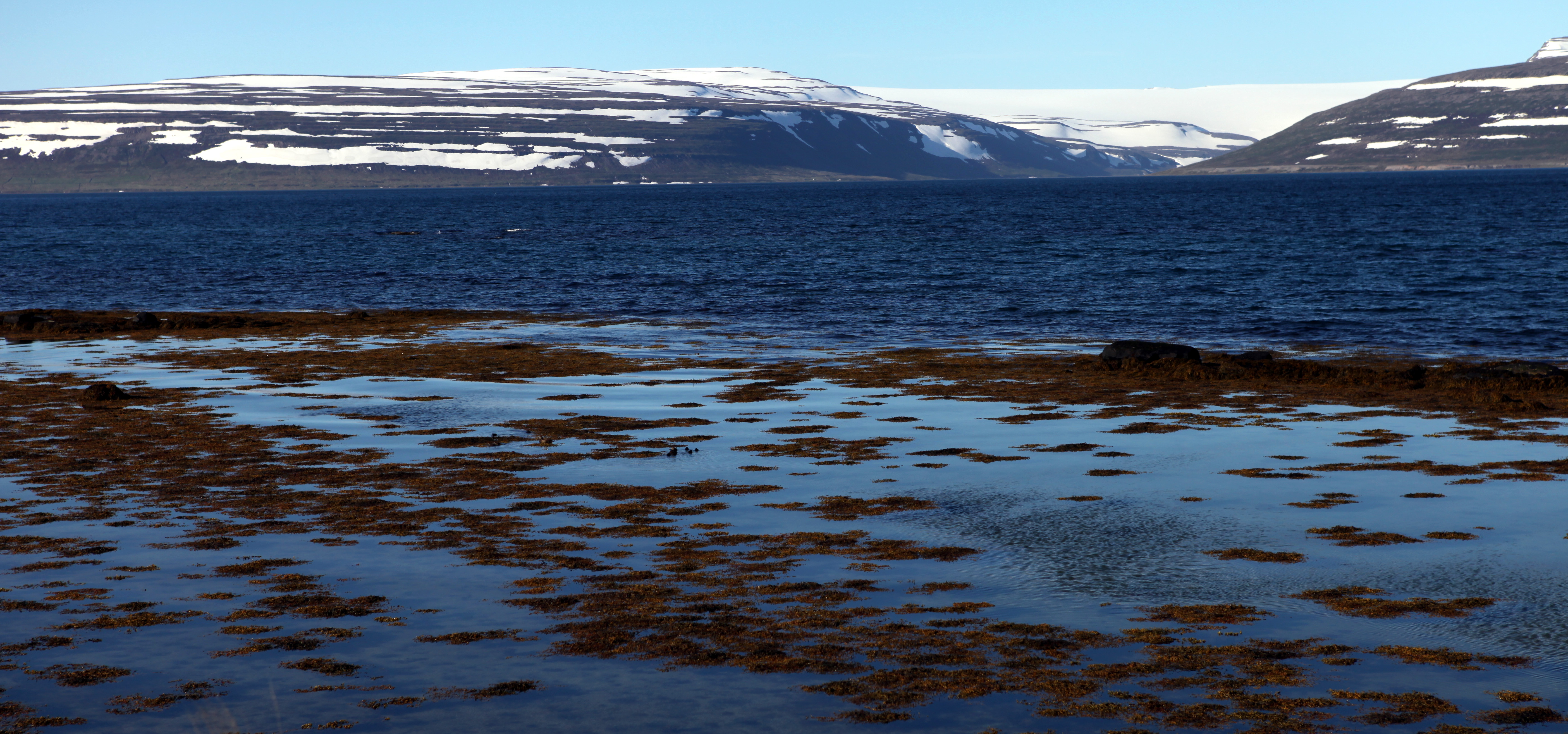
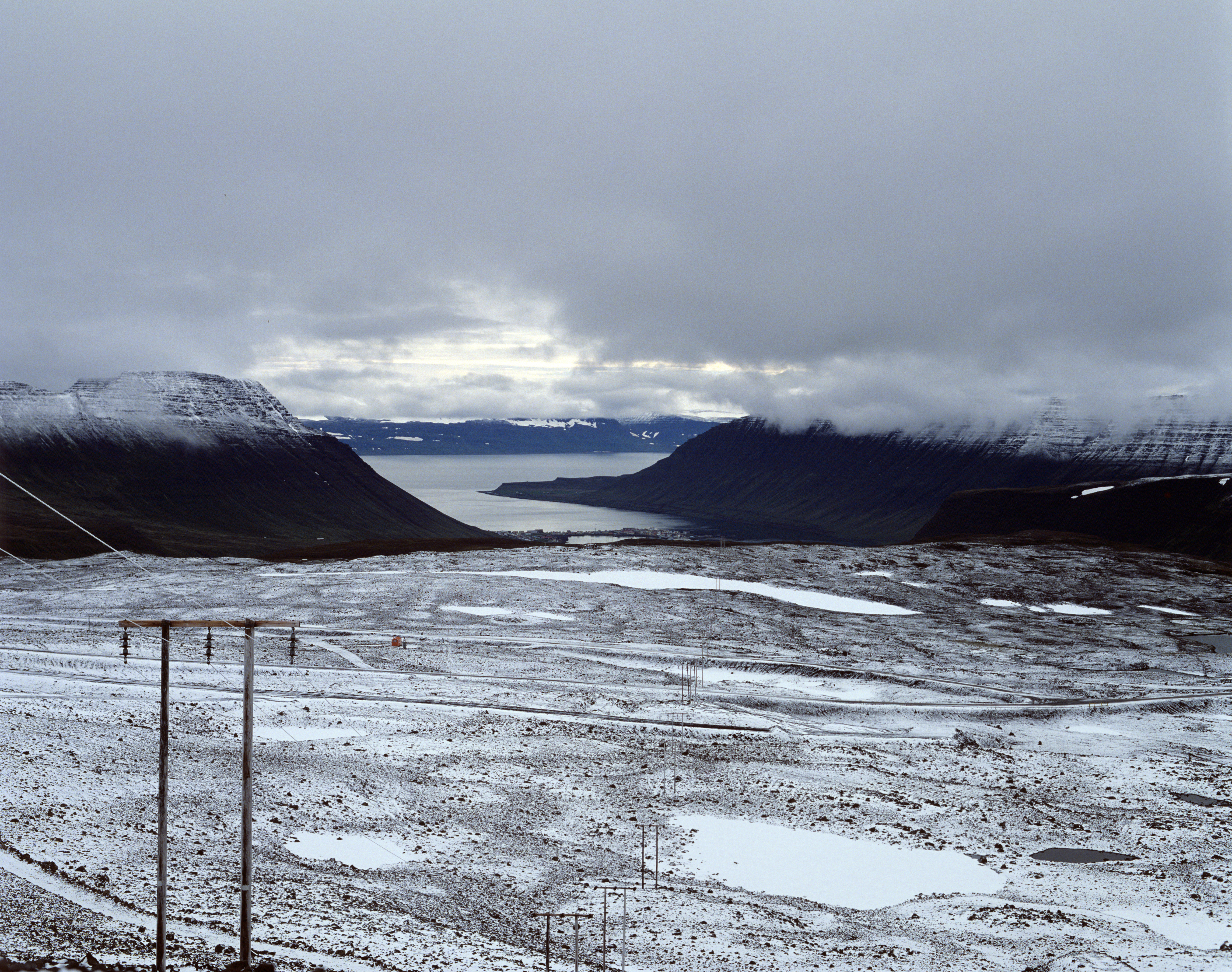
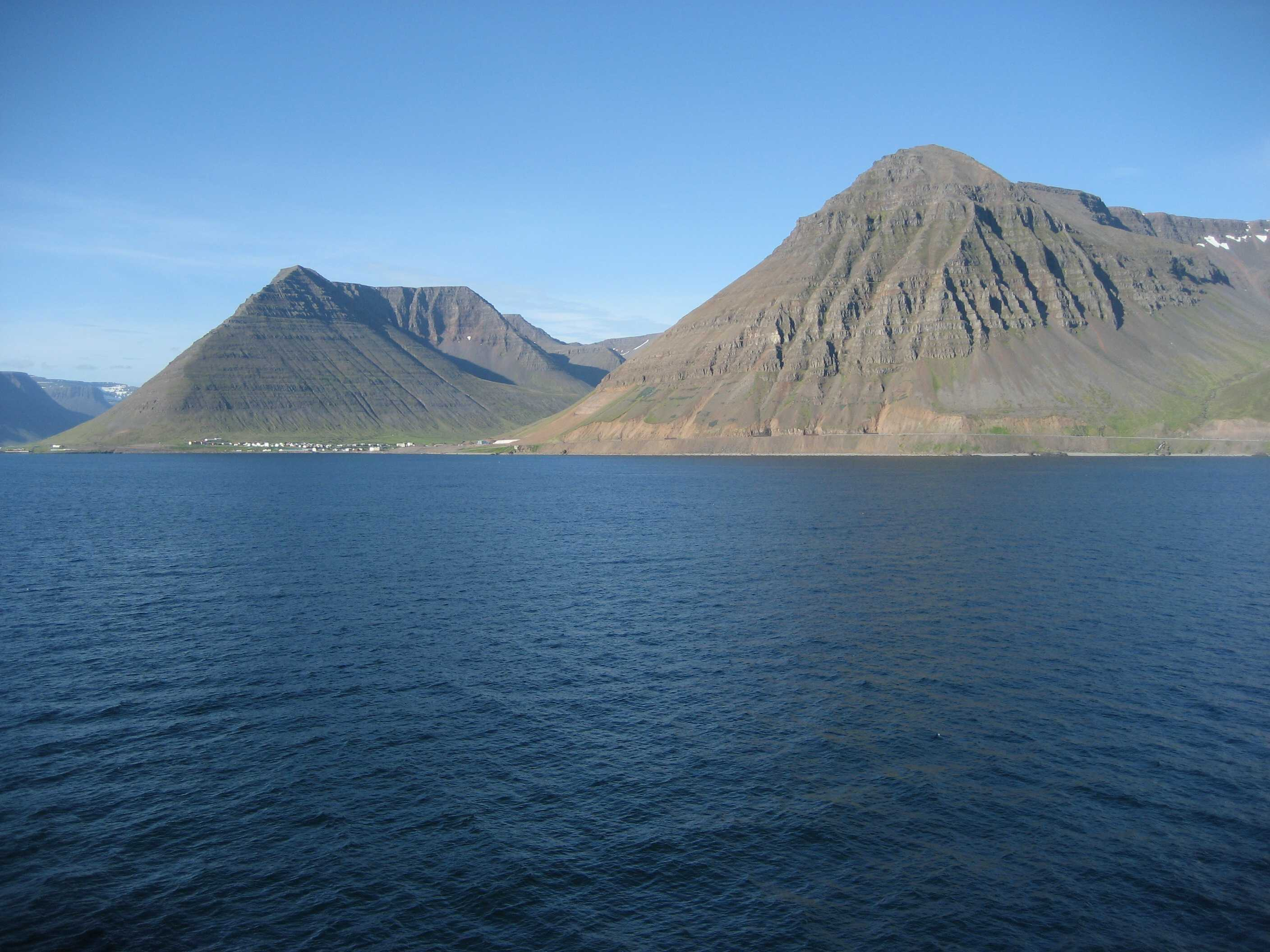
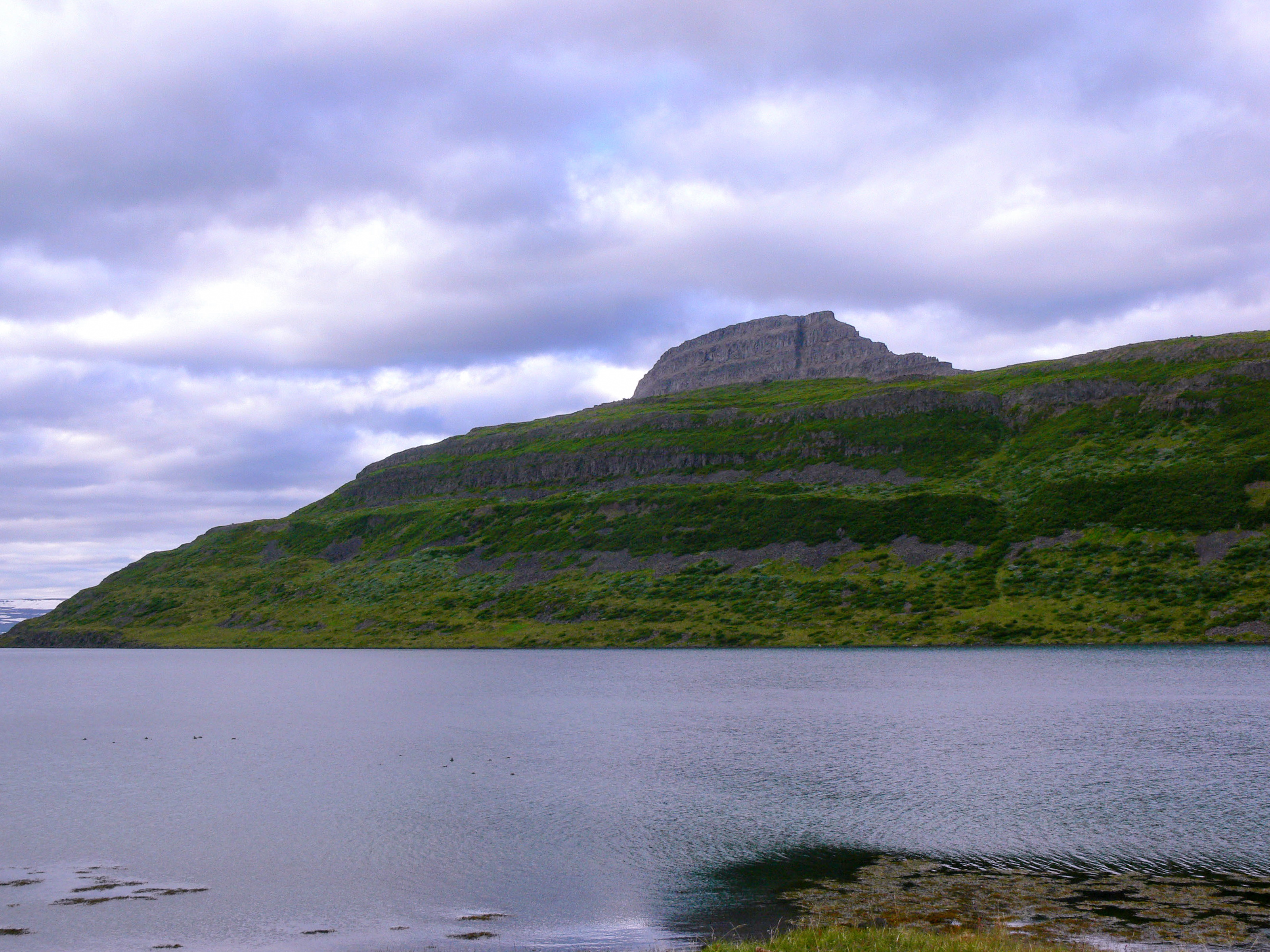
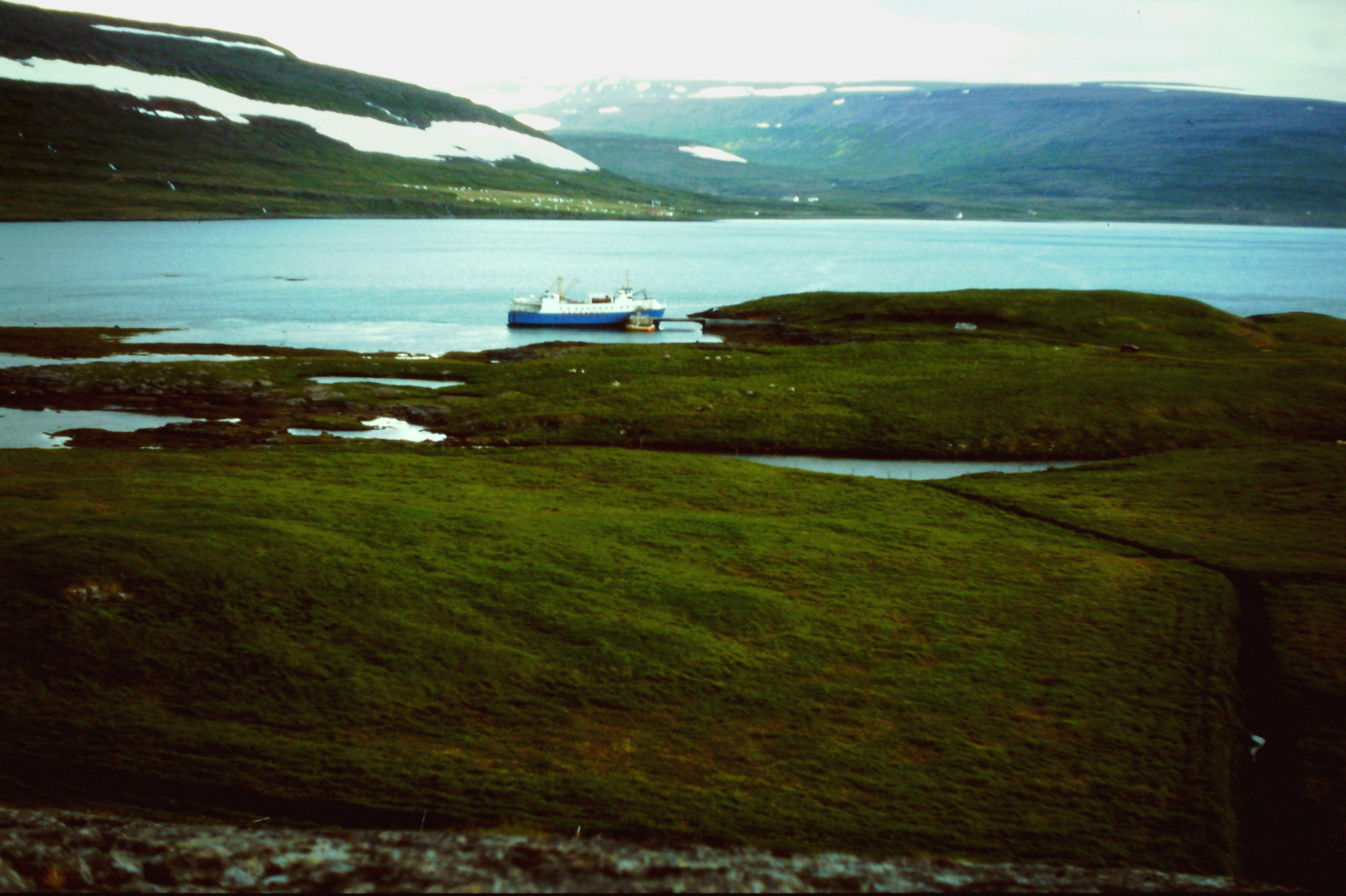